# Palmorchis pubescentis
Palmorchis es una especie de orquídea de hábitos terrestres  originaria de Sudamérica. 

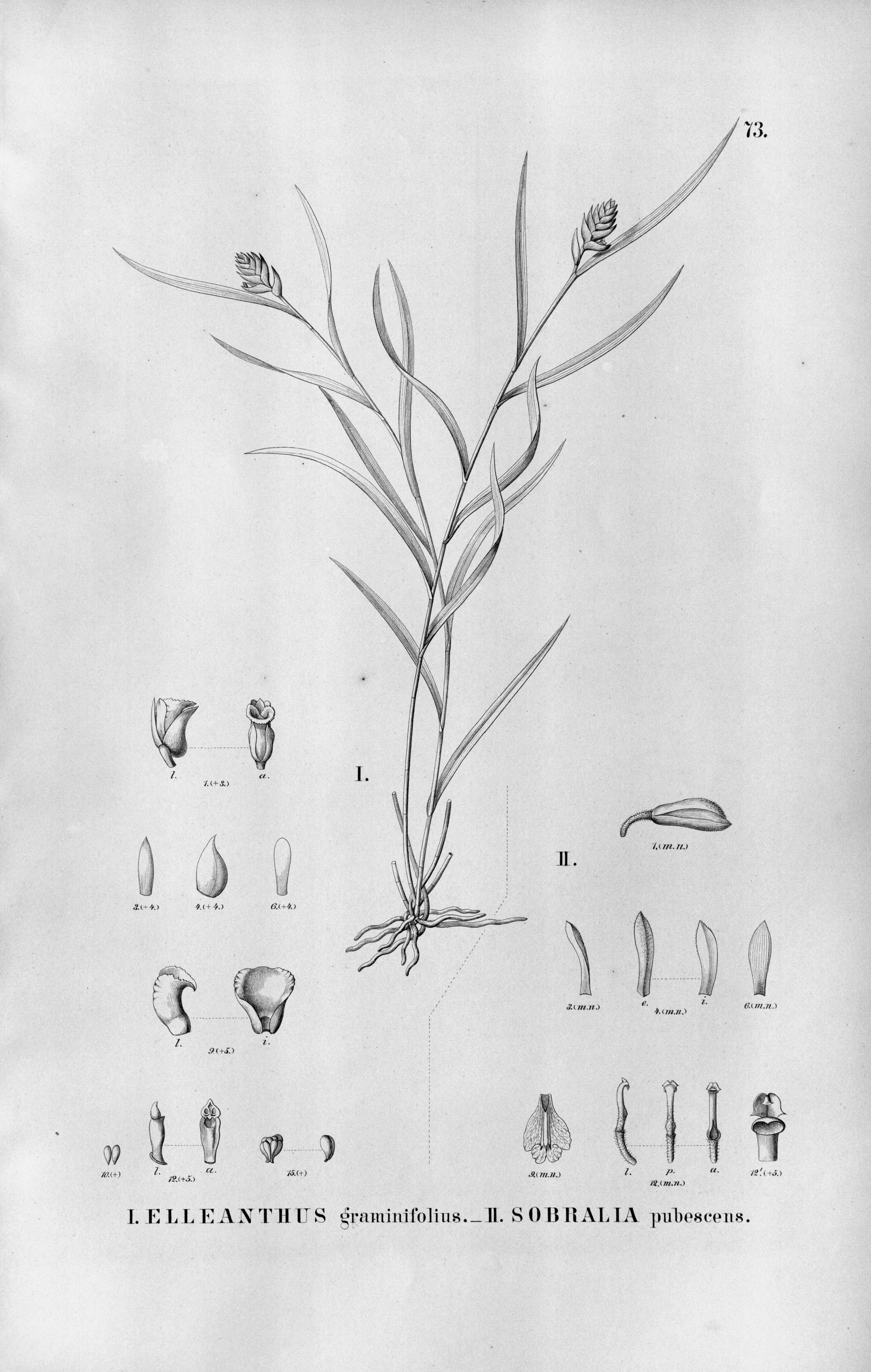
Ilustración

## Descripción
Es una orquídea de tamaño medio a grande, con un creciente hábito terrestre con un tallo erecto, cilíndrico, alargado, sobre todo sin ramificación y envuelto por vainas tubulres poco infladas y llevando varias hojas, plegadas, convolutas, en espiral, suberectas, horizontales a arqueadas, lineales elípticas a ampliamente elípticas o ampliamente ovado-elípticas, obtusas a cortamente acuminadas, subsésiles en la base. Florece con frecuencia en varias inflorescencias, tanto terminales o laterales, cilíndricas, racimosas a raramente ramificadas, siempre más cortas que las hojas, con varias para muchas flores, sueltas, con brácteas escariosas subfoliaceas.

## Distribución y hábitat
Se encuentra en Venezuela, Guyana, Guayana Francesa, Trinidad y Tobago y el norte de Brasil, en las selvas tropicales en alturas de 100 a 700 metros. 

## Taxonomía
Palmorchis pubescentis fue descrita por João Barbosa Rodrigues   y publicado en Genera et Species Orchidearum Novarum 1: 170. 1877.
Etimología
Palmorchis nombre genérico que viene del griego Palmae = "palma", y Orchis = "orquídea", donde se refiere a la multiplicación vegetativa por la similitud de este género de orquídeas con estas plantas.
pubescentis: epíteto latíno que significa "pubescente". 
Sinonimia
- Jenmania elata Rolfe
- Rolfea elata (Rolfe) Zahlbr.
- Sobralia pubescens Cogn.[1][3][4]